# Заболотівка

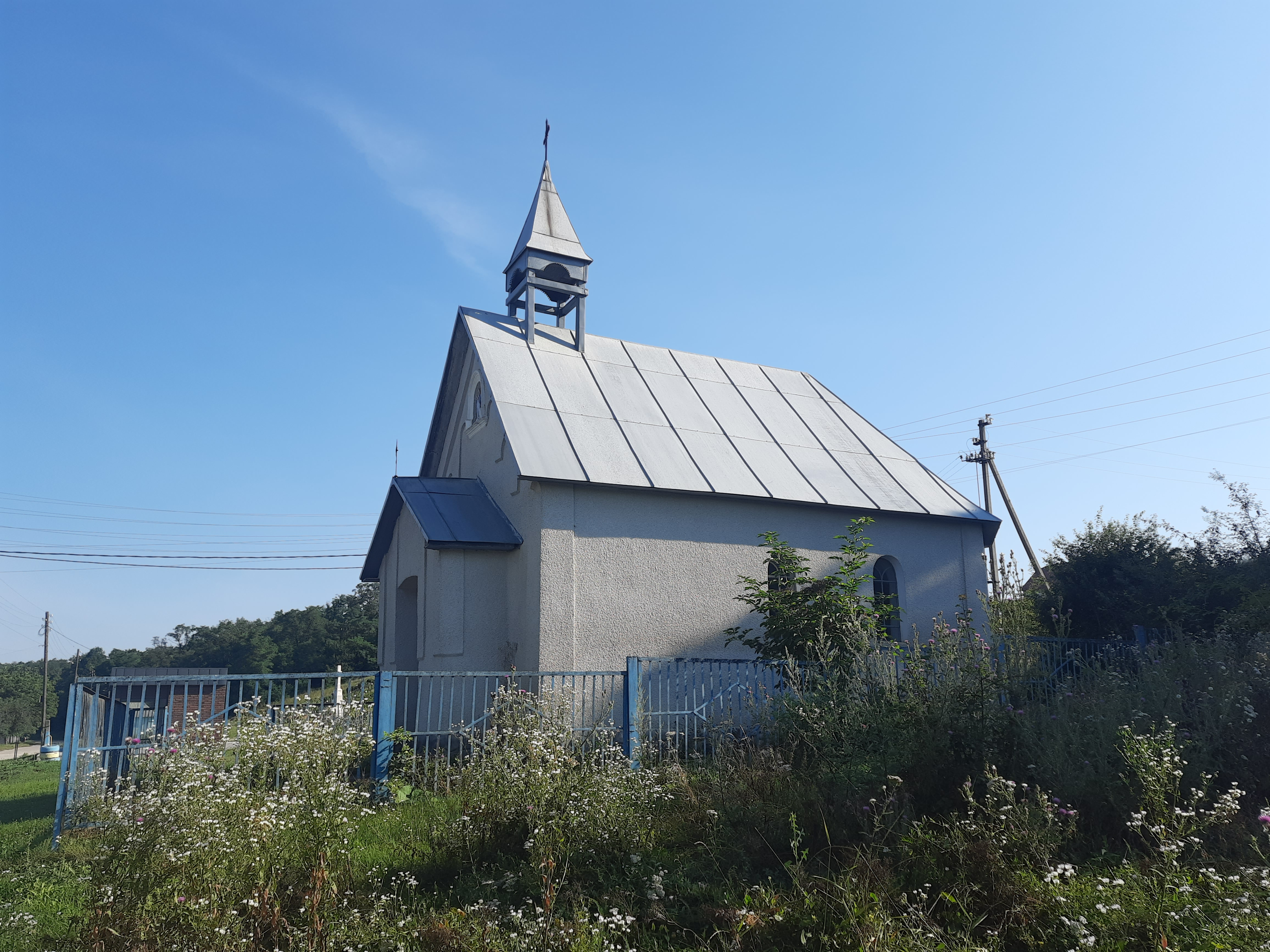
Римо-католицька капличка Святого Архістратига Михаїла

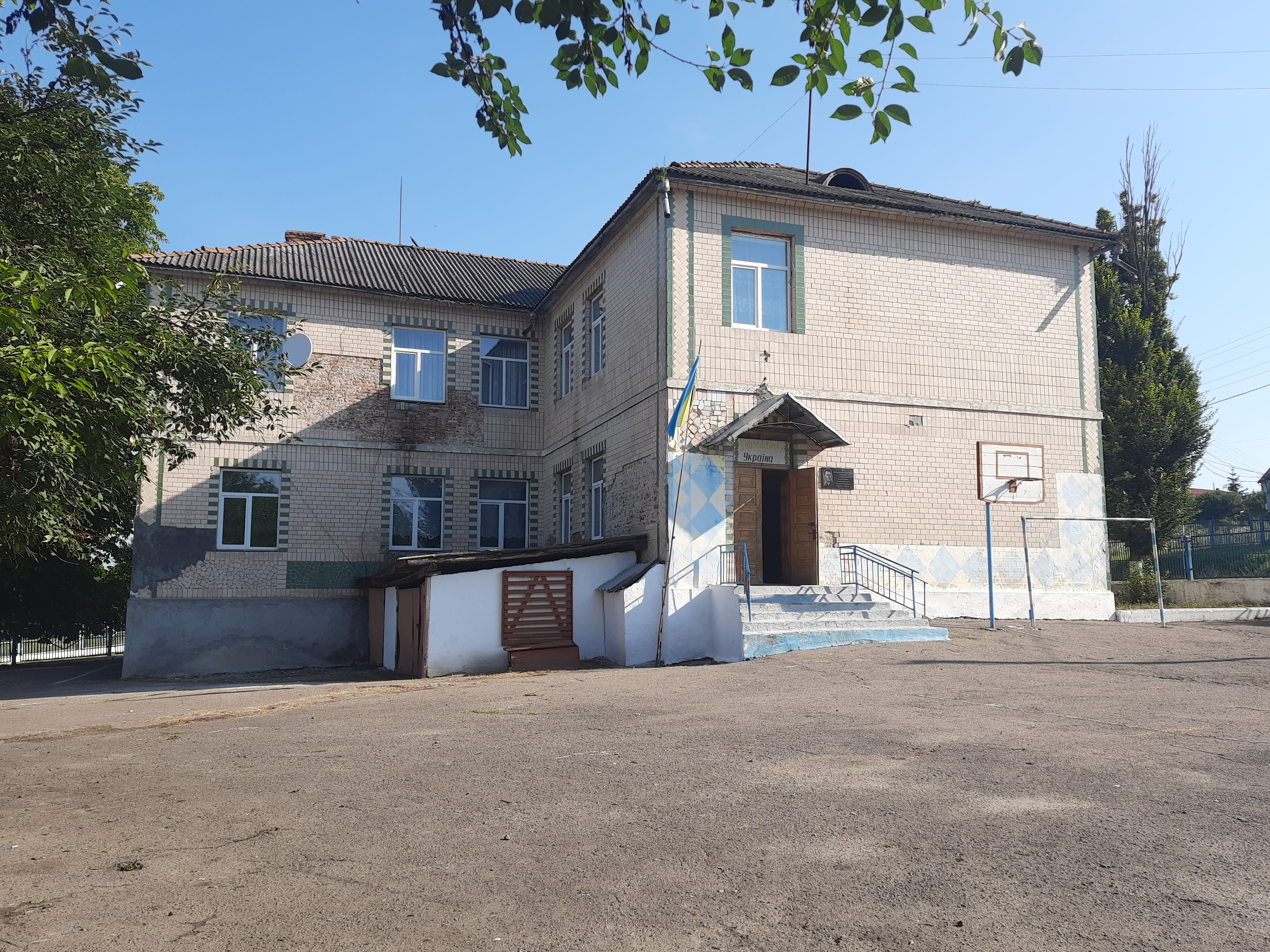
Школа

Заболо́тівка (у 1953—1993 роках належала до с. Улашківців) — село в Україні, у Нагірянській сільській громаді Чортківського району Тернопільської області. Адміністративний центр колишньої Заболотівської сільської ради. До Заболотівки належав хутір в урочищі Клевак, його жителі у 1956 році переїхали в село.

## Розташування
Розташоване на лівому березі р. Серет (ліва притока Дністра), за 25 км від районного центру і 9 км від найближчої залізничної станції Ягільниця.
Територія — 1,68 км². Дворів — 244.

## Назва
За переказами старожилів на Оболоні (окраїна Улашківців) було велике болото; люди, які селилися за ним, назвали село Заболотівка.

## Історія
1584 — перша письмова згадка, згодом згадане в 1646 році.
Поблизу села збереглися залишки поселення трипільської культури, розкопано поховання в кам'яній гробниці доби міді, знайдено скарб бронзових виробів доби пізньої бронзи.
1880 — велика земельна власність належала К. Лянцкоронському.
За статистикою, у селі 1900 р. — 1059 жителів, 1921 — 1065, 1931 — 1140 жителів; 1921 — 194, 1931 р. — 244 двори. За Австро-Угорщини діяла школа з українською мовою навчання; за Польщі — 2-класна утраквістична (двомовна).
В УГА воював Микола Личаківський (загинув у 1919 році біля м. Біла Церква). У 1930 р. в Заболотівці створено осередок ОУН (очільник Антін Бітів).
1939—1941 — органи НКВС замучили у Чортківській тюрмі жителів села Михайла Багрія, Михайла Доскочинського, Степана Когута, Миколу Коринюка, Ємілію та Петра Попадюків; розстріляли в Умані на Черкащині Антона Вітіва, Федора Матвіїва.
У сталінських концтаборах були ув'язнені сім'ї Бітових, Мельничуків, Сулятицьких, Степанія Попадюк і Павліна Сиротюк.
В УПА воювали:
- Іван Вітів,
- Марія Вітів,
- Юліан Вітіви,
- Петро Доскочинський («Береза»),
- Василь Коринюк,
- Михайло Павлюк,
- Антон Попадюк,
- Омелян Попадюк,
- Петро Попадюки,
- Володимир Романів,
- Зиновій Сиротюк.

1943 — нацисти розстріляли членів ОУН Михайла, Омеляна і Петра Попадюків.
Під час німецько-радянської війни загинув або пропав безвісти у Червоній армії 31 мешканець села:
- Василь Багрій (нар. 1917),
- Антон Бартків (нар. 1903),
- Богдан Винничук (нар. 1925),
- Антон Вітів (нар.1917),
- Михайло Вітів (нар. 1910),
- Михайло Гановський (нар. 1922),
- Михайло Горщук (нар. 1903),
- Степан Горщук (нар. 1908),
- Михайло Доскочинський (нар. 1914),
- Іван Дрогомирецький (нар. 1904),
- Петро Дрогомирецький (нар. 1910),
- Петро Качмар (нар. 1919),
- Степан Антонович Когут (нар. 1926),
- Степан Миколайович Когут (нар. 1926),
- Микола Коринюк (нар. 1919),
- Антін Левчук (нар. 1922),
- Яким Левчук (нар. 1911).

1945 — в Заболотівці базувався командний пункт УПА (головнокомандувач Роман Шухевич).
1948 — збудовано нову школу.
З 1 грудня 2020 року Заболотівка належить до Нагірянської сільської громади.
12 червня 2020 року, відповідно до розпорядження Кабінету Міністрів України № 724-р «Про визначення адміністративних центрів та затвердження територій територіальних громад Тернопільської області» увійшло до складу Нагірянської сільської громади.
19 липня 2020 року, в результаті адміністративно-територіальної реформи та ліквідації Чортківського району (1940—2020), увійшло до складу новоутвореного Чортківського району.

## Релігія

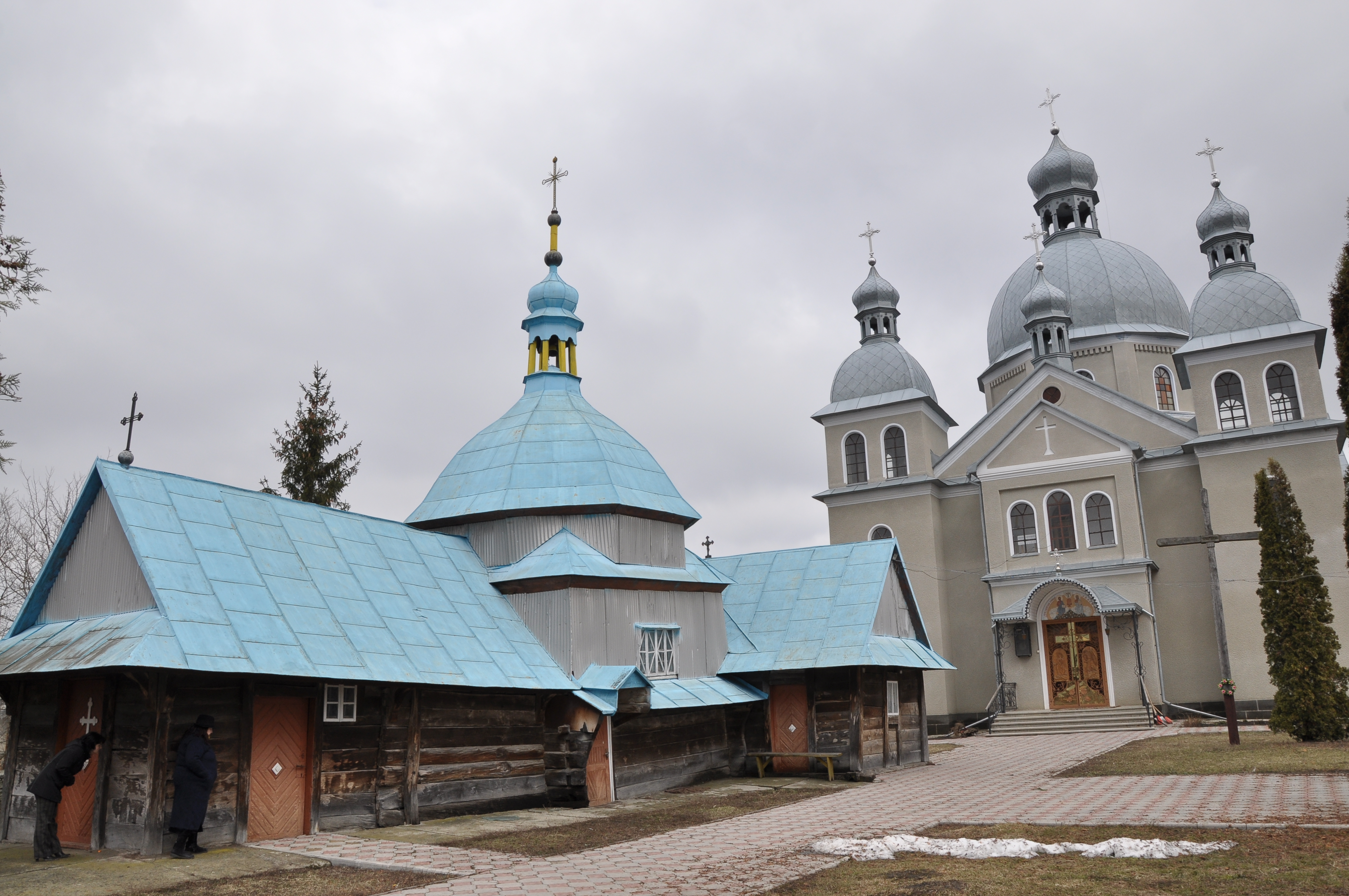
Стара і нова церкви Святої трійці у Заболотівці.

- церква Пресвятої Тройці (1584; дерев'яна; у 1646 і 1674 рр. добудована, 1890 р. реставрована);
- церква Пресвятої Трійці (1998; архітектори — подружжя Богдан та Ярослава Дудяки; розписали художники Михайло і Юрій Николайчуки, Володимир Атаманчук, Володимир Николюк і Олег Федорів);

У селі є також римо-католицька капличка св. Архістратига Михаїла.

## Пам'ятки
На території села частково розташована пам'ятка природи — державний заказник «Дача Галілея».

## Пам'ятники

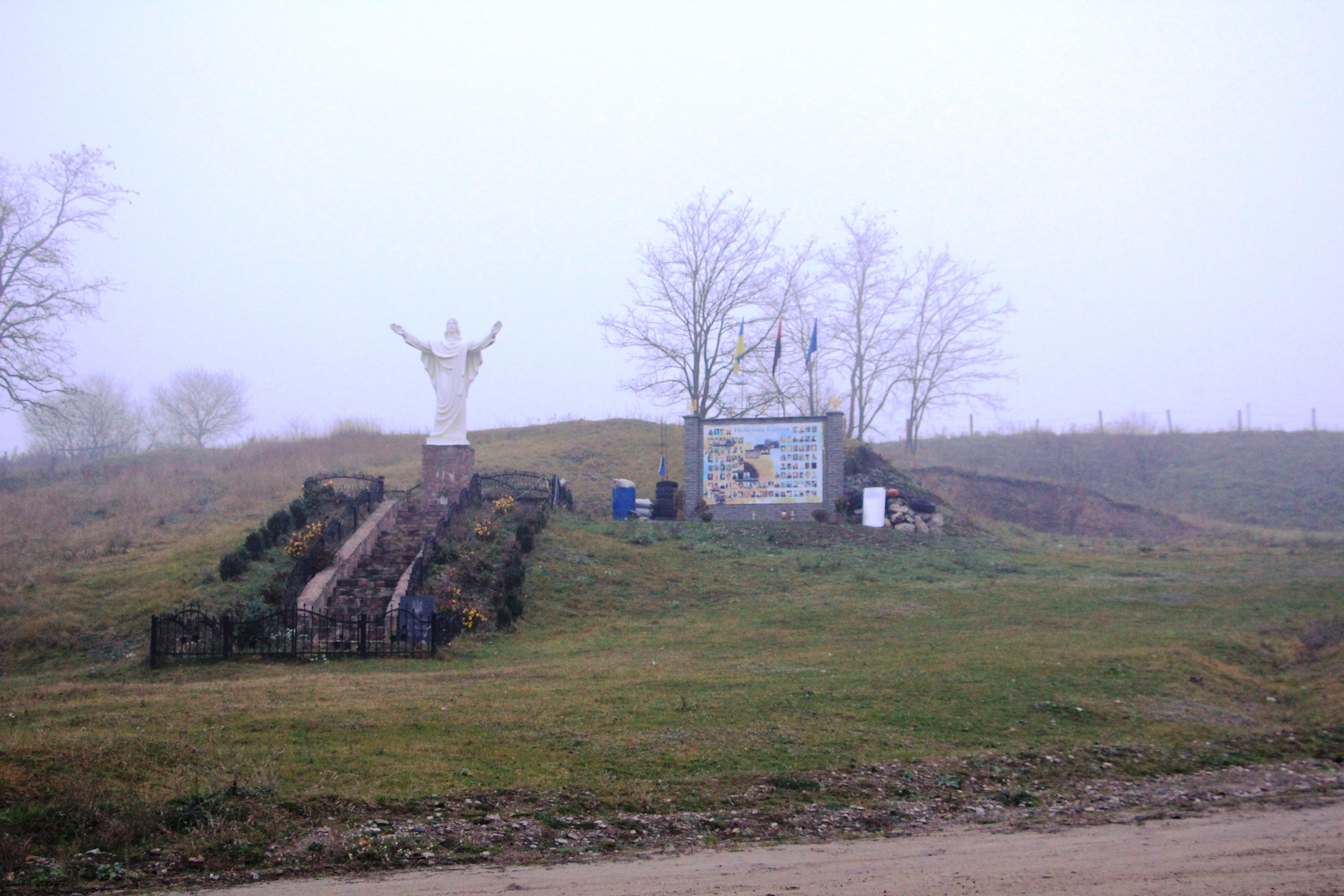
Пам'ятник Небесній сотні

Насипано братську могилу на місці загибелі п'ятьох вояків УПА.
встановлено:
- хрест на честь скасування панщини в 1848 р.;
- хрест, що встановили жінки Товариства апостольської молитви;
- «фіґури» до 400-ліття Берестейської унії і до 1000-ліття хрещення Русі.
- всього на території села 10 пам'ятних хрестів і 2 «фіґури» (відновлені 1991);
- погруддя Головнокомандувача УПА Романа Шухевича (2009; скульптор Б. Дячук).
- статую Ісуса Христа (2008; скульптор Юліан Савка, м. Львів).

## Населення
| 1059 |  | 1065 | 1140 | 576 | 537 |

## Соціальна сфера
Функціонували філії товариств «Просвіта» (1936—1941), «Рідна школа», «Сокіл», «Сільський господар», «Хліборобський Вишкіл Молоді» та ін., аматорський драматичний гурток (керівник Михайло Шута), хоровий гурток (засновник — учитель Танасевич), гуртки садівництва, кухарства.
1936 — освячено перший камінь під будівництво Народного дому, яке завершили у 1942 році.
Нині працюють клуб, бібліотека, ФАП; мішаний хор, ансамбль жінок і чоловіче тріо; три торгових заклади. Працює ПАП «Пролісок». У Заболотівці поширений народний промисел — виробництво з осоки і трави щіток для побілу приміщень.

## Відомі люди

### Народилися
- о. Василь Баглей (1981) — український релігійний та громадський діяч, місіонер Тернопільсько-Зборівської архиєпархії, вікарій Успенської парафії містечка Козова;
- о. Антон Ричаківський (1903—1941) — український священик;
- Ольга Собко (нар. 1972) — український науковець, кандидат економічних наук.

## У літературі
Михайло Фойдюк, Ольга Ризак і Дація Билинська ви- дали історичний нарис «Село Заболотівка» (Тернопіль: Астон, 2012).